# Randy Weston
Pour les articles homonymes, voir Weston.
Randolph Edward Weston est un compositeur et pianiste américain de jazz né le 6 avril 1926 à Brooklyn (New York) et mort dans la même ville le 1er septembre 2018.

## Biographie

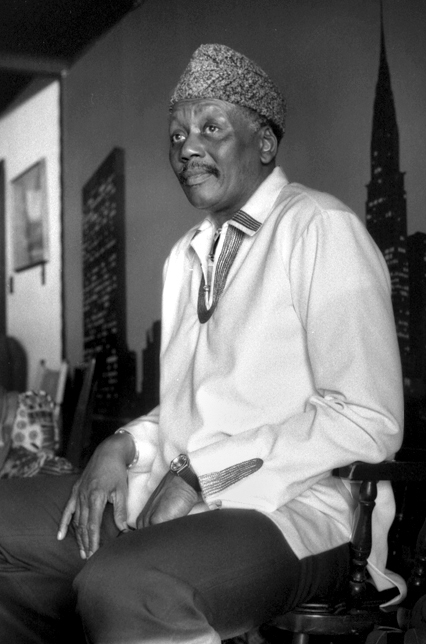
Randy Weston en 1984.

Randy Weston a voyagé à travers l'Afrique et a vécu au Maroc qui a influencé son œuvre de manière significative depuis 1992 à travers la musique gnawa.
En 1967, en séjour au Maroc, il se lie d'amitié avec Abdellah Boulkhair El Gourd qui, grâce à ses amis le maalem gnaoua Mustapha Baqbo et Gerard Brandenburg, découvre la musique gnawa à Tamsloht dans la région de Marrakech dans laquelle il puise d'excellentes sources d'inspiration.
En 1977, il participe au FESTAC 77, un festival des cultures et arts noirs et africains qui se tient à Lagos, au Nigeria, et réunit près de 60 pays.
En 1997, le groupe de musique électronique The Prodigy utilise l'un de ses singles, In Memory of (1973, album Tanjah), comme sample pour l'un de ses tubes Smack My Bitch Up.

## Décoration
- Chevalier de l'ordre des Arts et des Lettres (1997)

## Discographie

### En tant que leader
- Cole Porter in a Modern Mood (Riverside) : 1954
- Randy Weston Solo, Duo, Trio with Art Blakey (Riverside) : 1955
- Get Happy with Randy Weston Trio : 1955
- With These Hands (1956)[4],[5]
- The Modern Art of Jazz : 1956
- Piano a la Mode : 1957
- Little Niles (Blue Note) : 1958-59
- Live at the Five Spot (United Artists) : 1959
- Uhuru Afrika (Capitol) : 1960
- High Life : 1963
- African Cookbook (Atlantic) : 1964
- Berkshire Blues : 1965
- Blue Moses : 1972
- Tanjah : 1973
- Blues To Africa : 1974
- African Nite : 1975
- African Rhythms : 1975
- Meets Himself : 1976
- Randy Weston : 1977
- Bershire Blues : 1977
- Rhythms And Sounds Piano : 1978
- The Healers : 1980
- Blue : 1984
- Portraits of Duke Ellington (Verve) : 1989
- Portraits of Thelonious Monk (Verve) : 1989
- Self Portraits (Verve) : 1989
- The Spirits of Our Ancestors (Antilles) : 1991
- The Splendid Master Gnawa Musicians of Morocco (Antilles) : 1992
- Volcano Blues (Antilles) : 1993
- Monterey, '66 (Verve) : produit en 1994
- Saga (Verve) : 1995
- Earth Birth (Verve), featuring Montreal String Orchestra : 1997
- Khepera (Verve) : 1998
- Spirit! The Power of Music (Arkadia), featuring Gnawa musicians : 1999
- 2002 Ancient Future / Blue[6] chez Mutable Music
- Zep Tepi (Random Chance) : 2006
- 2009 The Storyteller[7] (Motéma Music) sorti en 2010
- The Roots of the Blues (Sunnyside) : 2013

### En tant que sideman
Avec Roy Brooks
- Duet in Detroit (Enja, 1984 [1993])

Avec Charles Mingus
- Charles Mingus and Friends in Concert (Columbia, 1972)